# Autonóm köztársaság
Az autonóm köztársaság a tartományhoz hasonló közigazgatási felosztás. A volt Szovjetunió területén számos autonóm köztársaság található, legtöbbjük Oroszországban. Sokuk a szovjet időszakban jött létre, s a Szovjet Szocialista Autonóm Köztársaságok (RASS) nevet viselve. A Székelyföldet magában foglaló Magyar Autonóm Tartomány/MAT 1952–1960, majd 1960-1968  közt a Maros-Magyar Autonóm Tartomány név alatt működött, ezt N. Ceaușescu 1968-as megyésítésével megszüntette, ezekből Hargita, Kovászna és Maros megyék lettek, jelentős területi veszteségekkel a szomszédos román megyék javára.

## A volt Szovjetunió autonóm köztársaságai
- Oroszország  Köztársaságai
- Azerbajdzsán: Nahicseván, Hegyi-Karabah/Ártszák
- Grúzia: Abházia, Adzsária
- Ukrajna: Krím
- Üzbegisztán: Karakalpaksztán
- Moldovai Köztársaság: Transznisztria

## Francia gyarmati területek
A kifejezés a következő volt francia gyarmatokra is alkalmazható, mielőtt 1960 -ban elnyerték volna  függetlenségüket :
- Közép-Afrikai Köztársaság
- Csádi Köztársaság/Csád
- Dahomey Köztársaság/Benin
- Gaboni Köztársaság/Gabon
- Elefántcsontparti Köztársaság/ Elefántcsontpart
- Madagaszkári Köztársaság/Madagaszkár
- Mauritániai Iszlám Köztársaság/Mauritánia
- Kongói Köztársaság
- Niger Köztársaság/Niger
- Szenegáli Köztársaság/Szenegál
- Szudáni Köztársaság
- Togói Köztársaság/Togo
- Felső -Volta Köztársaság/Burkina Faso

## Fordítás
- Ez a szócikk részben vagy egészben  a   Republică autonomă című román Wikipédia-szócikk ezen változatának fordításán alapul.  Az eredeti cikk szerkesztőit annak laptörténete sorolja fel. Ez a jelzés csupán a megfogalmazás eredetét és a szerzői jogokat jelzi, nem szolgál a cikkben szereplő információk forrásmegjelöléseként.